# Fiat 508 M
La Fiat 508 Balilla est une automobile très réputée qui fut construite par le constructeur italien Fiat au cours des années 1930 qui contribua fortement à la motorisation des classes moyennes du pays.
Voiture économique conçue pour répondre à la crise de 1929, la Fiat 508 Balilla connut un grand succès en Italie et en Europe et fut adoptée par l'Esercito (Armée du Roi d'Italie) qui l'utilisa jusqu'à la fin de la Seconde Guerre mondiale grâce à sa grande fiabilité.
Son succès est à attribuer à une décision très courageuse du constructeur italien de lancer cette voiture en une période peu faste et surtout à la qualité du travail de ses concepteurs, qui réalisèrent une automobile moyenne avec des prestations de classe supérieure, avec une robustesse et une fiabilité remarquables et dont le coût d'utilisation était très modique.

## Historique
Le projet est l'œuvre de différentes figures illustres de ces années comme les ingénieurs : Nebbia, Fessia, Giacosa et Zerbi qui créèrent une voiture de classe mais avec des coûts raisonnables. Le nouveau modèle sera présenté à la Foire de Milan le 12 avril 1932 au cours du Salon de l'automobile.
La Fiat 508 Balilla, dans sa 1re version, se caractérisait par une boîte de vitesses à 3 rapports. Elle était équipée d'un moteur essence Fiat type 108 monté à l'avant, un quatre cylindres en ligne de 995 cm3 développant 20 ch à 3 400 tr/min, équipée de freins à tambour sur les 4 roues, elle dépassait 80 km/h en vitesse maximale.

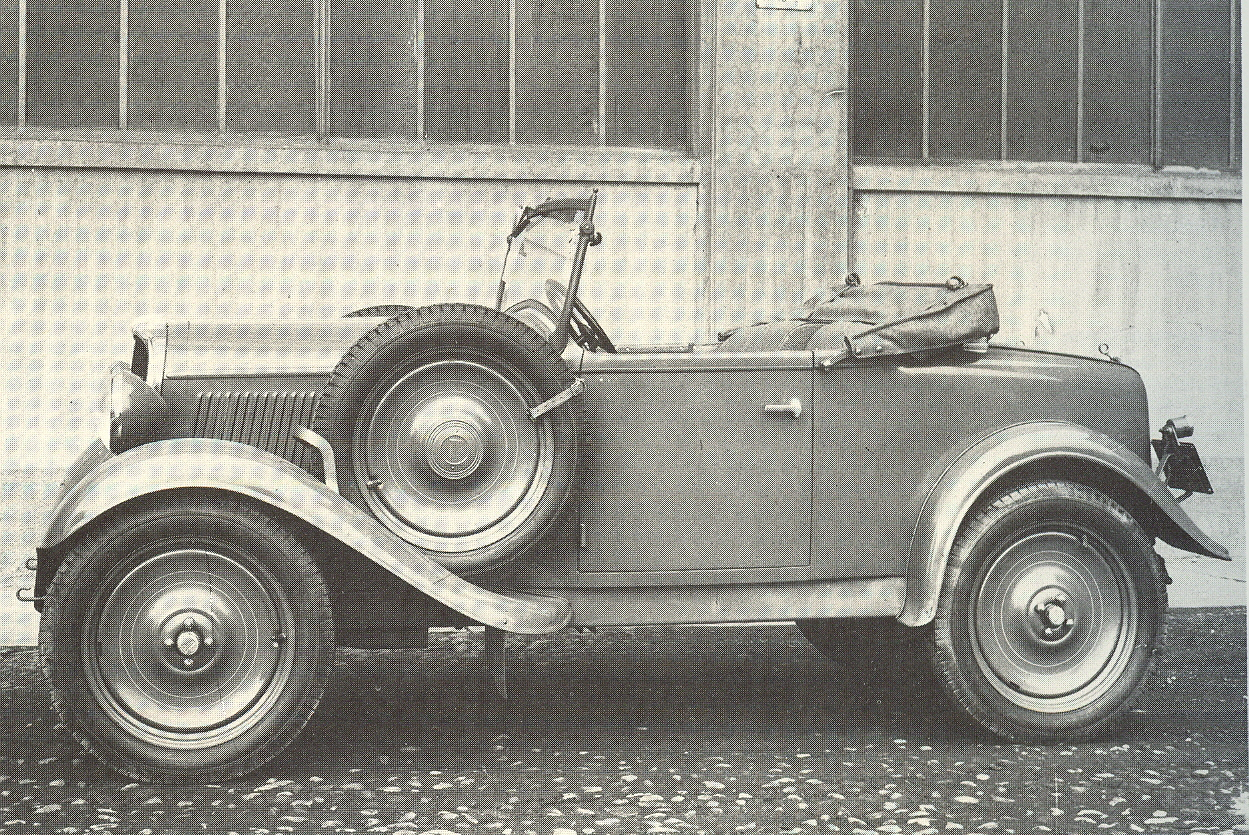
Fiat 508 Ballila Spider Militaire 1932

## La version militaire
Au début de l'année 1931, l'Esercito (Armée du Roi d'Italie) lance un appel d'offres auprès des différents constructeurs automobiles italiens pour la conception d'une voiture militaire aux caractéristiques et prestations répondant à son cahier des charges. Fiat répond en proposant une version militarisée de la Balilla Spider, dénommée Fiat 508 M. Elle peut accueillir trois personnes grâce au siège aménagé dans le coffre, tourné dans le sens contraire de la marche.
Après les essais menés par le CSM (centre d'essai des Armées en Italie) en 1932, la Balilla Spider Militare remporte la compétition contre les différents modèles des autres constructeurs grâce aux qualités qui ont assuré son succès auprès de la clientèle civile : manœuvrabilité, excellente tenue de route ainsi qu'une bonne accélération. 
La production débute au second semestre 1932, avec une livraison aux commandements des unités motorisées dès les premiers jours de 1933. La version Torpédo fait également l'objet d'une version militarisée. Pour faire face à l'intérêt croissant du régime fasciste pour les territoires d'outremer, Fiat propose également des versions coloniales des différentes versions de Balilla.
Par rapport aux modèles civils, les Fiat 508 M et coloniales se différencient par un moteur équipé de carburateurs type 18 et 32 à brides ovales, un rapport de pont plus court (6/39), l'absence de marchepied (pour les modèles militaires seulement), l'ajout d'une jauge de carburant sur les coloniales et les militaires, un châssis renforcé avec des suspensions par ressorts à lames et des roues à jantes de 19x2,50 montant des pneus 19 au lieu des 17. 
Certains exemplaires de 508 M Balilla ont été armés de mitrailleuses antiaériennes ou destinées à la défense rapprochée.
Avec l'apparition de la version équipée d'une boîte à quatre vitesses en 1934, l'Esercito fait l'acquisition des nouveaux modèles carrossés en Torpédo et Spider militaires. Les Fiat 508 M ou Coloniale à quatre vitesses conservent les modifications apportées sur la version 3 vitesses, avec en plus un taux de compression réduit à 6,2:1.

### Utilisation sur le terrain
La 508 M Balilla connait son baptême du feu lors de la campagne d’Éthiopie, avec 351 voitures employées, 20 fourgonnettes et 497 camionnettes pour le seul front Nord. La 508 M Balilla prend ensuite part à la guerre d'Espagne, où elle se révèle résistante et économique, et va rester en service tout au long de la Seconde Guerre mondiale.

## La Fiat 508 M Balilla à l'étranger
Alors que la version civile a été largement produite à l'étranger sous licence : 
- en France par SAFAF sous licence Fiat sous le label de Simca-Fiat 6cv,
- en Pologne sous le nom de Fiat Polski 508 Junak sous 3 séries, dans l'usine de Varsovie,
- en Allemagne sous les noms de FIAT NSU 1000, dans l'usine d'Heilbronn,
- en Espagne par Fiat Hispania dans son usine de Madrid,
- en Tchécolovaquie par Walter dans l'usine de Prague.

la Fiat 508 M ne sera produite qu'en Italie et en Pologne, par Fiat-Polski de 1936 à 1939, à 1.500 exemplaires environ sous le nom "Polski Fiat 508 Łazik".

## Fiat 508 CM
La Fiat 508 CM est un véhicule militaire de liaison et de reconnaissance conçu par le constructeur italien Fiat à la demande de l'armée du Roi d'Italie juste avant le début de la Seconde Guerre mondiale. La Fiat 508 CM sera la seule voiture de production italienne capable circuler en tout-terrain pendant la guerre, la Fiat 508 CM fut la voiture la plus répandue dans les rangs de l'Esercito et servit sur tous les fronts entre 1940 et 1945.

Dès son apparition en 1937, la Fiat 508C Nuova Balilla 1100 fut adoptée par l'armée italienne dans sa version carrossée en Torpédo. Par rapport à la version civile, la 508C Torpedo Militare Coloniale se distinguait par des pneus plus larges, la présence de deux roues de secours à l'arrière et un filtre à huile adapté à une utilisation dans les colonies. 

## Histoire
Pleinement satisfaite par la première version 508M Balilla avec ses excellentes qualités de robustesse et fiabilité relevées sur le terrain de guerre durant les 5 années d'utilisation avec la Fiat 508C Torpedo Militare Coloniale, l'armée italienne demanda à Fiat de développer un nouveau Torpédo sur le même châssis et avec la même motorisation, mais étudié pour se déplacer en tout-terrain très accidenté. Par rapport à son prédécesseur, ce nouveau modèle présenté en août 1938 au CSM bénéficiait d'un châssis et de suspensions plus robustes, d'une garde au sol augmentée et de rapports de transmission plus courts, avec une vitesse de pointe de 95 km/h sur route et une pente franchissable augmentée de 22% à 30%. Le nouveau véhicule se distinguait surtout par sa carrosserie, dont les formes anguleuses n'avaient plus rien de commun avec la 508 C civile. Présentée en livrée gris-vert 615 avec des taches rouge brique (la tenue de camouflage italienne en vigueur), la voiture fut surnommée 1100 "mimétique". Sa désignation d'usine était 508C Torpedo Militare, mais les militaires la baptisèrent simplement Fiat 508 CM.
Équipée du moteur 4 cylindres essence de la 508 C, Fiat type 108C, la 508 CM présentait le même principe d'ensemble moteur - accouplement - boîte de vitesses monobloc. Le carburateur pouvait être un Zenith 30 VIMF ou un Solex 30FIA. Le filtre à air était soit à anneaux métalliques soit à bain d'huile. Le réservoir de carburant était situé dans le coffre et avait une capacité de 40 litres. Le châssis se prolongeait à l'avant jusqu'au pare-chocs et se terminait par des crochets de manœuvre aux quatre extrémités. La roue de secours était installée sur le coffre qui s'ouvrait par le haut. Deux caissons situés derrière les garde-boue avant accueillaient des outils et quelques pièces de rechange. L'accès au véhicule était facilité par quatre marchepieds situés sous chaque portière.
À la demande des unités employées dans le désert, deux versions de 508 CM ont été livrées : la première avait le pare-brise entièrement rabattable sur le capot, sur la seconde, seule la vitre et son cadre étaient ouvrants.
En plus de la version 508 CM Torpedo, l'armée commanda la version Torpedo Coloniale ou Fiat 508 CMC. Elle se distinguait par sa livrée jaune sable. Les différences mécaniques étaient très limitées : utilisation du seul filtre à air à bain d'huile, ajout d'une électropompe en parallèle de la pompe de gavage avec interrupteur associé sur le tableau de bord, choix d'un rapport de pont différent, augmentation de la capacité du réservoir à 70 litres et montage de pneus basse pression 16"x4,00". De plus, les batteries utilisées sur la version coloniale étaient remplies d'un électrolyte plus dense et étaient estampillées AO.

## Production et utilisation sur le terrain militaire
La première présentation au public des Fiat 508 CM et CMC eut lieu lors de l’inauguration de l'usine de Mirafiori le 15 mai 1939, pendant laquelle furent rassemblés tous les véhicules militaires produits par Fiat. 
La production débuta en 1939 et la Fiat 508 CM fut assignée en priorité aux commandements des unités motorisées. En 1943, 6.000 exemplaires avaient été produits. Ils furent employés sur tous les fronts, y compris en Afrique Orientale entre 1940 et 41 aussi bien en Afrique du Nord qu'en métropole.